# Clidemia capilliflora
Clidemia capilliflora är en tvåhjärtbladig växtart som först beskrevs av Charles Victor Naudin, och fick sitt nu gällande namn av Célestin Alfred Cogniaux. Clidemia capilliflora ingår i släktet Clidemia och familjen Melastomataceae. Inga underarter finns listade i Catalogue of Life.